# Chiesa di San Basilio degli Armeni
La ex-chiesa metodista episcopale, oggi chiesa Avventista del Settimo Giorno, è un edificio religioso di Firenze, situato all'angolo tra via San Gallo e via Guelfa. Si chiamava originariamente chiesa di San Basilio, detta anche degli Armeni.

## Storia e descrizione
In questa area anticamente c'era la macina (pietra a ruota piena) impiegata da un mulino lungo i fossati alimentati dal Mugnone che circondavano le mura matildine. Dopo aver spostato il torrente, sparì il mulino, ma la macina rimase per lungo tempo murata su questo canto, che prese il nome di Canto alla Macine. Su questo rudere, servendosene come di un pulpito, predicò spesso il padre Diego Laínez, introduttore dei gesuiti in Toscana e, in una casa sul canto, abitò il pittore Calandrino, reso celebre dalle novelle del Decameron di Giovanni Boccaccio
La chiesa era stata fondata nell'XI secolo da monaci basiliani, chiamati a Firenze "Ermini" per il loro uso della lingua armena e fu dedicata a san Basilio. Essi celebravano nella loro lingua, incomprensibile al popolo, da cui derivò l'espressione popolare di "recitare la solfa degli Armeni", per dire di una nenia incomprensibile.
Alla fine del Quattrocento l'edificio diventò ospizio della Congregazione dei preti poveri dello Spirito Santo, che ospitava i sacerdoti anziani e ridotti in povertà. Un tondo in terracotta robbiana con una bianca colomba sul fianco di via San Gallo ricorda quell'epoca. 
Subì, in seguito, diversi rifacimenti, finché nel 1939 passò alla Chiesa avventista del settimo giorno. L'ultimo restauro risale al 2008.
Una targa sul fianco ricorda la proibizione dei Signori Otto di tenere e vendere bestiame in prossimità della chiesa.
| I·SS·CAP·DI PARTE PIB° FARE IMMON DITIE VENDERE TENER BESTIE, E GIVCARE INTORNO ALLA CHIESA, E CIMITERO PENA VNO SCVDO · |

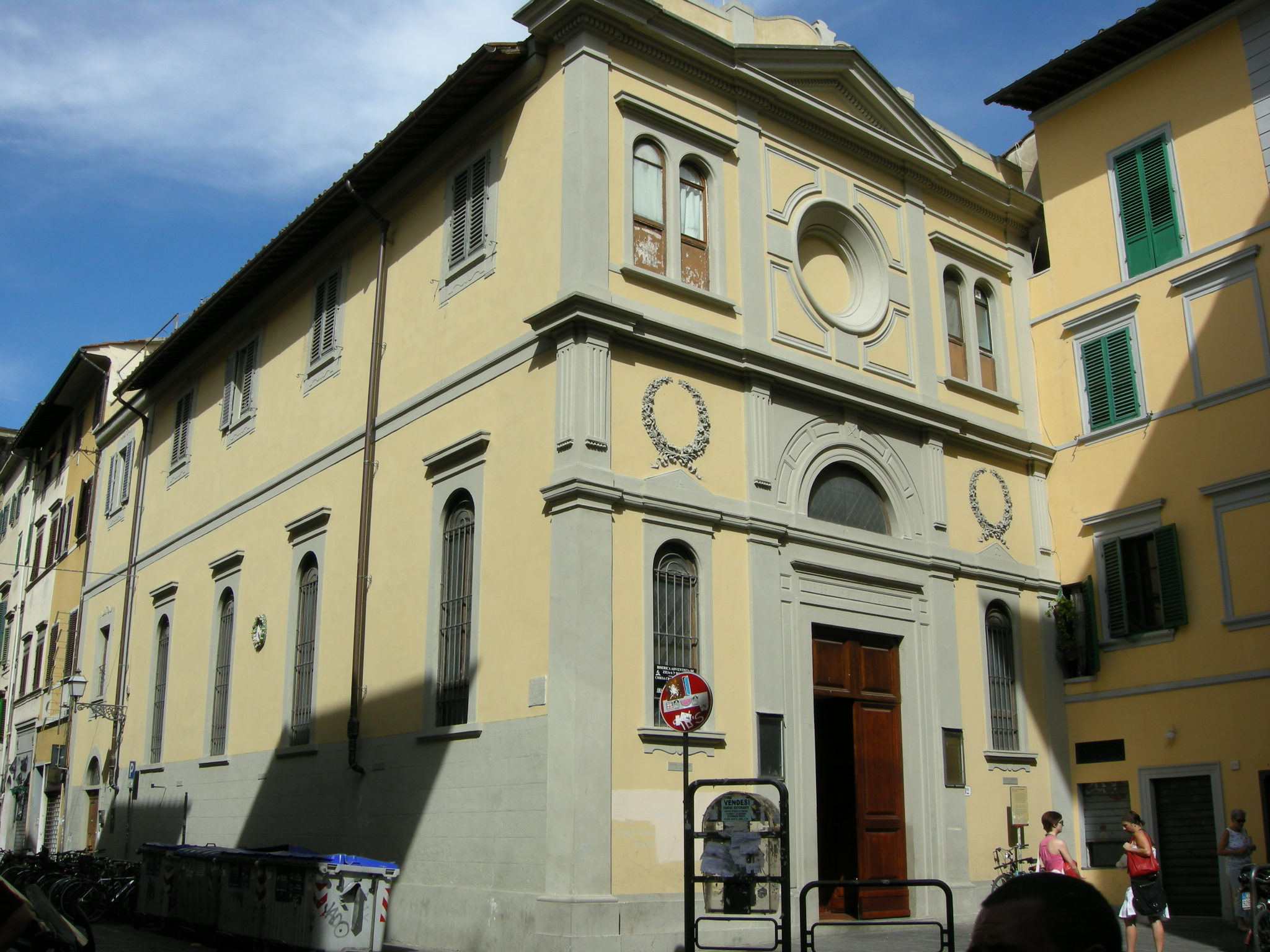
Veduta laterale
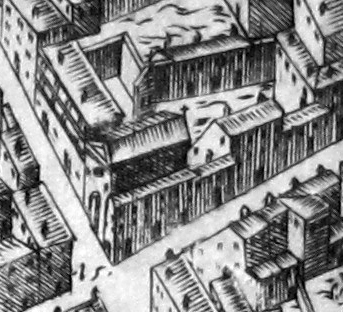
Il diverso orientamento della chiesa nella pianta del Buonsignori (1594)
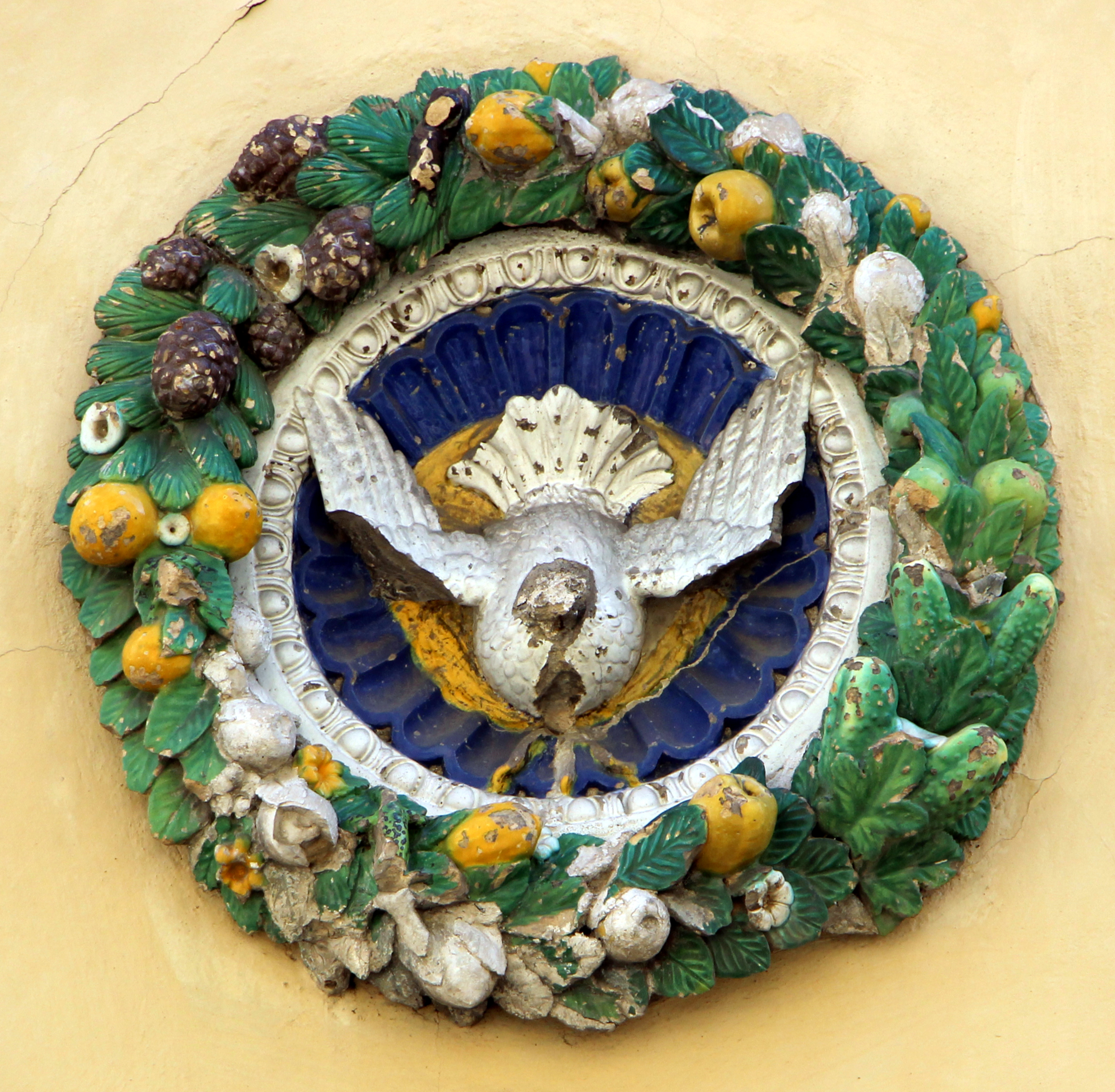
La colomba robbiana sul lato di via San gallo
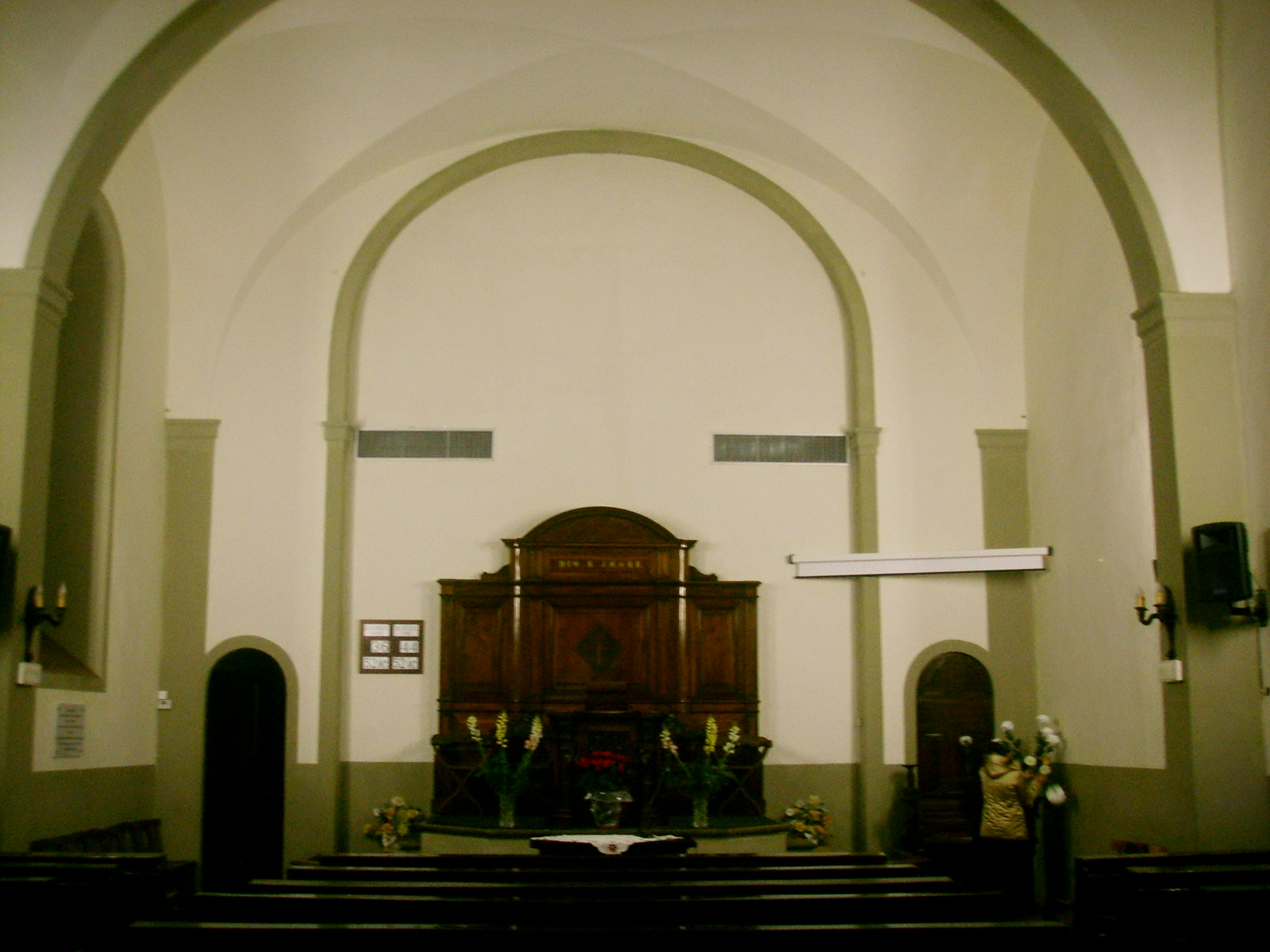
L'interno